# ليونيل نيومان
ليونيل نيومان (بالإنجليزية: Lionel Newman)‏ هو مؤلف موسيقى تصويرية وموسيقي وملحن أمريكي، ولد في 14 يناير 1916 في نيو هيفن في الولايات المتحدة، وتوفي في 3 فبراير 1989 في لوس أنجلوس في الولايات المتحدة.

## وصلات خارجية
- ليونيل نيومان على موقع IMDb (الإنجليزية)
- ليونيل نيومان على موقع ميوزك برينز (الإنجليزية)
- ليونيل نيومان على موقع أول موفي (الإنجليزية)
- ليونيل نيومان على موقع قاعدة بيانات الأفلام السويدية (السويدية)
- ليونيل نيومان على موقع ديسكوغز (الإنجليزية)
- ليونيل نيومان على موقع قاعدة بيانات الفيلم (الإنجليزية)
- ليونيل نيومان على موقع كينوبويسك (الروسية)